# Goran Vlaović
Goran Vlaović (* 7. srpna 1972, Nova Gradiška) je bývalý chorvatský fotbalista, útočník. S chorvatskou reprezentací vybojoval bronzovou medaili na mistrovství světa v roce 1998, přičemž nastoupil ve všech sedmi utkáních a vstřelil jeden gól, ve čtvrtfinále do sítě Německa. Zúčastnil se také mistrovství Evropy 1996, kde Chorvati vypadli ve čtvrtfinále; nastoupil ve všech čtyřech utkáních na turnaji, dal gól Turecku v základní skupině. Zúčastnil se i mistrovství světa v roce 2002, do bojů ale nezasáhl. Za chorvatský národní tým nastupoval v letech 1992–2002 a odehrál za něj 52 utkání, v nichž vstřelil 15 branek. Na klubové úrovni hrál za NK Osijek (1990–1991), Dinamo Záhřeb (1991–1994), Calcio Padova (1994–1996), Valencii (1996–2000) a Panathinaikos Athény (2000–2004). S Dinamem se stal mistrem Chorvatska (1992/93) a získal chorvatský pohár (1994). Ve dvou sezónách se stal nejlepším střelcem chorvatské ligy (1993, 1994), jednou s 29 a jednou s 23 góly. V roce 1993 byl vyhlášen jejím nejlepším hráčem v anketě deníku Sportske novosti (Žuta majica). S Valencií vyhrál roku 1998 španělský pohár a Pohár Intertoto. S Panathinaikosem vyhrál řeckou ligu (2003/04) i řecký pohár (2004). V letech 1993 až 2011 byl ženatý se spisovatelkou Milanou Vlaovićovou Kovačekovou, se kterou má tři děti. 